# ماكس رافائيل
ماكس رافائيل (بالألمانية: Max Raphael)‏ هو مؤرخ الفن ألماني، ولد في 27 أغسطس 1889 في بوزنان في بولندا، وتوفي في 14 يوليو 1952 في نيويورك في الولايات المتحدة.